# Walter Bucher
Pour les articles homonymes, voir Bucher.
Walter Bucher, né le 8 juin 1926 à Zurich et mort le 6 mars 2025 à Zurich, est un coureur cycliste suisse, professionnel de 1950 à 1962.

## Biographie
Né le 8 juin 1926 à Zurich, Walter Bucher participe en 1948 à l'épreuve de la poursuite par équipes aux Jeux olympiques. Cette même année, il termine deuxième du Championnat de Zurich amateurs et sixième du championnat du monde amateurs. Il passe professionnel l'année suivante au sein de l'équipe suisse Condor.
Au cours de sa carrière, il brille principalement sur piste. Sa principale victoire est son titre de champion du monde de demi-fond en 1958, après avoir décroché trois médailles d'argent et de bronze sur cette épreuve les années précédentes. Il est champion national de la discipline à cinq reprises de 1955 à 1960. Il s'illustre également sur les courses de six jours, remportant onze succès sur ce type d'épreuve pour soixante-six participations. À la suite d'une mauvaise chute, il ne prend pas part en 1961 aux championnats du monde sur piste disputés dans sa ville natale. Il prend sa retraite du cyclisme en 1962, puis fonde une compagnie de transport. En 1992, en raison d'un grave accident de travail, il est contraint de prendre une retraite anticipée.
Il meurt le 6 mars 2025 à 98 ans à Zurich.

## Palmarès sur piste

### Championnats du monde
- Milan 1955
  -  Médaillé d'argent du demi-fond
- Copenhague 1956
  -  Médaillé de bronze du demi-fond
- Rocourt 1957
  -  Médaillé d'argent du demi-fond
- Paris 1958
  -  Champion du monde de demi-fond
- Amsterdam 1959
  -  Médaillé d'argent du demi-fond

### Six jours
- Six jours de Gand : 1952 (avec Armin von Büren)
- Six jours de Münster : 1952 et 1953 (avec Jean Roth)
- Six jours de Berlin : 1953 et 1956 (avec Jean Roth)
- Six jours de Munich : 1953 (avec Jean Roth)
- Six jours de Francfort : 1954 (avec Jean Roth)
- Six jours de Zurich : 1955 et 1959 (avec Jean Roth)
- Six jours de Paris : 1956 (avec Jean Roth)
- Six jours d'Aarhus : 1956 (avec Jean Roth)

### Championnats d'Europe
- 1955
  -  Médaillé d'argent de l'américaine
- 1957
  -  Médaillé de bronze du demi-fond

### Championnats nationaux
- Champion de Suisse de demi-fond : 1955, 1957, 1958, 1959 et 1960
- Champion de Suisse de l'américaine : 1958 (avec Oscar Plattner)

## Palmarès sur route
- 1949
  - 2e du Championnat de Zurich amateurs
  - 6e du championnat du monde sur route amateurs
- 1955
  - Tour des Quatre Cantons